# Mena (Arkansas)
Mena város az USA Arkansas államában, Polk megyében, melynek megyeszékhelye is. Lakosainak száma 5589 fő (2020. április 1.).

## Népesség
A település népességének változása:
| Lakosok száma | 3423 | 5737 | 5589 |
|               | 1900 | 2010 | 2020 |